# Que sería
Que sería è un singolo del rapper portoricano Anuel AA, pubblicato il 12 ottobre 2018.

## Tracce
1. Que sería – 3:56